# Vincenc Lerinský
Vincent Lerinský, také Vincenc nebo Vincent z Lérins († kolem 440, ostrov Lérins u Cannes) byl francouzský mnich a teolog.

## Život a působení
O jeho životě je známo velmi málo. Snad pocházel z lotrinské šlechtické rodiny, která se kvůli barbarským vpádům přestěhovala do jižní Francie. Vincent žil světským životem, až po mystickém zážitku se stal knězem a mnichem v nedávno založeném klášteře na ostrově Lérins. Roku 434 napsal pod pseudonymem Peregrinus (Poutník) spis Commonitorium, kde polemizuje s různými heretiky a snaží se definovat křesťanskou katolicitu čili obecnost. Křesťanská víra se musí řídit Biblí, jenže i heretici obvykle argumentují nějakým místem z Bible. Obecné čili katolické je podle něho to, „v co všude, vždycky a všichni věřili“ a později dodává, že aspoň téměř všichni věřili. Tato věta (tzv. kánon), která navazuje na Irenea a Tertulliána, se pak v teologických sporech často citovala. Na Druhém vatikánském koncilu se citovala jeho myšlenka, že i křesťanská víra musí růst a dozrávat s časem, podobně jako roste a dospívá člověk.
Uctívá se jako světec v katolické i pravoslavné církvi, v anglikánské církvi a církvích starokatolických. Jeho památka se slaví 24. května.